# Smutek (vexilologie)
Pro vyjádření smutku, např. při skonu významné osoby, jsou z vexilologického hlediska podstatné dvě zvláštnosti:
- Způsob vztyčení vlajky
- Přikrytí rakve vlajkou při pohřbu

Jinak však platí standardní pravidla daného státu pro vyvěšování vlajek či praporů.

## Český zákon
Zákon č. 352/2001 Sb. o užívání státních symbolů České republiky a o změně některých zákonů (výběr):
§ 9 Při užívání státní vlajky musí být dodržena tato pravidla:
- h) při užití státní vlajky na znamení smutku se státní vlajka spustí na půl žerdi
- i) při smutečních obřadech nesmí být státní vlajka spouštěna spolu s rakví do hrobu nebo žároviště
- j) na státní vlajce nesmí být žádný text, vyobrazení, obraz, znak nebo odznak, kytice, smuteční závoj a nesmí být svazována do růžice

## Vlajka do půl žerdi
Vlajka je obvykle vztyčena až ke hrotu stožáru. Při vyjádření smutku je vlajka na stožár svižně vztyčena stejným způsobem, načež je pomalu spuštěna do 1/3 nebo 1/2 jeho výšky. Myslí se tím, kam má dosahovat dolní lem vlajky (viz Vexilologické názvosloví). Toto vztyčení se nazývá „Do/Na půl žerdi”.
Symbolikou tohoto aktu je ponechání místa nad skutečnou vlajkou pro neviditelnou vlajku smrti.
V některých státech je možno při vyjádření smutku vlajku vztyčit až ke hrotu stožáru, vlajka je však opatřena jednoduchou nebo dvojitou černou stuhou připevněnou na horní roh vlajky (např. v Rusku nebo Nizozemsku; Česko tento způsob vyjádření smutku nepřipouští). V jiných státech (Saúdská Arábie nebo Somaliland) je naopak nepřípustné vyvěšení do/na půl žerdi.
Při vyhlášení státního smutku se vlajky (v Česku) vztyčují za ranního úsvitu (svítání). Na hrotu stožáru se nechává vlajka vlát asi 5 vteřin. Pokud jsou vedle české vlajky vztyčeny na sousedních stožárech další vlajky, spustí se i tyto na půl žerdi tak, aby všechny vlajky vlály ve stejné výšce. Se západem slunce se státní vlajka opět vytáhne vzhůru, kde se nechá vlát nebo se opět pomalu spustí a důstojně sejme. Vlajková výzdoba při státním smutku začíná v Česku zpravidla v 16 hodin dne předcházejícího a končí v 8 hodin dne následujícího po státním smutku (to je stejné i při státním svátku).
Pro porovnání: právní předpisy Arkansasu (jednoho z federálních států USA) umožňují spouštění vlajky USA a arkansaské vlajky na půl žerdi jen tehdy, nejsou-li vyvěšeny na společném stožáru (což vexilologické zákony USA umožňují).
Další možností vyjádření smutku je vyvěšení černé vlajky, ta se ale vytahuje až ke hrotu stožáru. Prapory pochopitelně nelze z technických důvodů na půl žerdi spustit. Dle jiného výkladu se ale vyvěšují jen černé prapory, černé vlajky se na stožár nevztyčují (dostatečným a oficiálním vyjádřením státního smutku je dle zákona č. 352/2001, § 9, odst. h, spuštění státní vlajky na půl žerdi). Pokud se státní a černá vlajka (prapor) vyvěšují společně, musí být státní vlajka (jde o státní symbol) na čestném místě, tj. vlevo při pohledu na zdobenou budovu.

## Přikrytí rakve vlajkou
Vlajka by měla (při pohřbu) přikrývat rakev tak, že její nejčestnější plocha (horní roh), by měla být nad levým ramenem nebožtíka, je tedy vidět její líc. Vlajka se nemá dotýkat země a rakev nemá být vlajkou zabalená.
Symbolikou tohoto způsobu je, že nejčestnější plocha přikrývá srdce (to je symbolicky umístěno v levé části těla, i když je anatomicky uprostřed).
V brožuře Česká státní a vojenská symbolika je způsob přikrytí popsán opačným způsobem: vidět má být rub vlajky (horní roh je tak nad pravým ramenem nebožtíka. Tato varianta je však jediná, z několika jiných zdrojů.
V arabských zemích je (zřejmě) způsob přikrytí rakve vlajkou opačný než v ostatních částech světa. Arabové pokládají za líc vlajky tu stranu, kterou vidí pozorovatel, tzn. tu stranu, která je vidět při vlání od stožáru doleva.
Před spuštěním rakve do hrobu, umístěním na žároviště nebo spuštěním do moře má být vlajka pietně sňata.